# Comment j'ai failli rater mon mariage

Comment j'ai failli rater mon mariage (Ahora o nunca) est un téléfilm espagnol réalisé par Maria Ripoll et diffusé en Espagne le 19 juin 2015.

## Synopsis
Le film raconte les préparatifs d'un mariage pour un couple espagnol où tout va aller de travers.

## Fiche technique
- Titre français : Comment j'ai failli rater mon mariage
- Titre original : Ahora o nunca
- Réalisation : Maria Ripoll
- Scénario : Jorge Lara, Francisco Roncal
- Pays :  Espagne
- Langue : Espagnol
- Durée : 91 minutes
- Genre : Comédie
- Dates de première diffusion :
  -  États-Unis : 19 juin 2015
  -  France : 7 mars 2018 sur M6

## Distribution
- Dani Rovira (VF : Donald Reignoux) : Álex
- María Valverde (VF : Geneviève Doang) : Eva
- Jordi Sánchez : Fermín
- Joaquín Núñez (VF : Gilbert Lévy) : Santiago
- Alicia Rubio (VF : Ariane Aggiage) : Belén
- Clara Lago (VF : Camille Donda) : Tatiana
- Anna Gras (VF : Chantal Baroin) : Seis
- Gracia Olayo (VF : Armelle Gallaud) : Caritina
- Melody Ruiz : Irene
- Marta Pérez (VF : Delphine Braillon) : Sole
- Yolanda Ramos : Nines
- Mireia Portas : Fina
- Marcel Borràs : Gabriel
- Victor Sevilla : Jesús
- Carlos Cuevas : Dani
- Ramon Colomina : Ramiro
- Minnie Marx : Margaret
- Betsy Turnez : Agent d'accueil
- Cristina Rodríguez : Employée de la compagnie aérienne
- Jordi Jordella : Représentant de l'AENA
- Ben Vinnicombe : Auxiliaire de vol
- Ben Serio : Responsable de l'aéroport
- Darko Peric et Percy Hanenberg : Chauffeurs de taxi à Amsterdam
- Reg Wilson : Prêtre
- Graham Roberts : Anglais musclé
- Alberto Martos Guerrero, Artur Busquets Alonso, Elena Fontana, Hugo Alejo Prieto, Julen Ariztegui, María Dolores Paez Santos, Nil Torras Puy, Yujiro Koyama, Alfredo Pulcrno, Di Yang, Enrique Guillen Alonso, Iride Barroso Fontana, Maria del Carmen García Sole, Nicolas Pascual Vega Gliemmo et Pere Costa Valls : Passagers de l'autobus
- Billy Jeffries : Steward
- Eva María Milara : Femme attirante